# Tall Fuwajdat Dżazira
Tall Fuwajdat Dżazira (arab. تل فويضات جزيرة) – wieś w Syrii, w muhafazie Al-Hasaka. W 2004 roku liczyła 439 mieszkańców.